# وادي الدودان
وادي الدودان أو شعيب الدودان وادٍ، ومنطقة عراقية في قضاء السلمان والحافة الجنوبية لقضاء السماوة في محافظة المثنى بالبادية العراقية بجنوب العراق، يجري ماؤها في مواسم المطر بين الدبدبة ومنطقة الوديان السفلى وينحدر من الجنوب الغربي الى الشمال الشرقي باتجاه منطقة المملحة ويصب بالقرب من منخفض الصليبات، مساحته 235.9 كيلومتراً مربعاً وطوله 42 كيلومتراً ومعدل انحداره 1,32 كيلومتر، وأعلى نقطة في حوضه 130 متراً فوق سطح البحر، وأدنى نقطة 20 متراً، إيراداته المائية 0.0233 مليار م مكعب ومعدل الجريان السطحي سنوياً 0.0229 مليار مكعب وهذه الكمية مشجعة على استثماره بإنشاء سد للاستفادة منه للري التكميلي للزراعة أو سقي الحيوانات أو تغذية المياه الجوفية.